# Status dei centri abitati della Repubblica d'Irlanda
Lo status dei centri abitati della Repubblica d'Irlanda è definito dal Local Government Act del 2001. Nel seguito è riportata la suddivisione dei centri abitati.
I dati della popolazione sono quelli del censimento 2011, suddivisi fra popolazione urbana e popolazione complessiva comprendendo anche i sobborghi.

## City
| City      | Contea    | Popolazione urbana | Popolazione totale |
| --------- | --------- | ------------------ | ------------------ |
| Cork      | Cork      | 119.230            | 198.582            |
| Dublino   | Dublino   | 527.612            | 1.110.627          |
| Galway    | Galway    | 75.529             | 76.778             |
| Limerick  | Limerick  | 57.106             | 91.454             |
| Waterford | Waterford | 46.732             | 51.519             |

## Borough
| Borough  | Contea          | Popolazione urbana | Popolazione totale |
| -------- | --------------- | ------------------ | ------------------ |
| Clonmel  | South Tipperary | 15.793             | 17.908             |
| Drogheda | Louth           | 30.393             | 38.578             |
| Kilkenny | Kilkenny        | 8.711              | 24.423             |
| Sligo    | Sligo           | 17.568             | 19.452             |
| Wexford  | Wexford         | 19.913             | 20.072             |

## Town
| Town            | Contea          | Popolazione urbana | Popolazione totale |
| --------------- | --------------- | ------------------ | ------------------ |
| Ardee           | Louth           | 3564               | 3948               |
| Arklow          | Wicklow         | 12.770             | 13.009             |
| Athlone         | Westmeath       | 15.558             | 20.153             |
| Athy            | Kildare         | 9587               | 9926               |
| Balbriggan      | Fingal          | 8828               | 19.960             |
| Ballina         | Mayo            | 10.361             | 11.086             |
| Ballinasloe     | Galway          | 6449               | 6659               |
| Ballybay        | Monaghan        | 298                | 1461               |
| Ballyshannon    | Donegal         | 1855               | 2503               |
| Bandon          | Cork            | 1917               | 6640               |
| Bantry          | Cork            | 3348               | 3348               |
| Belturbet       | Cavan           | 1378               | 1407               |
| Birr            | Offaly          | 4428               | 5822               |
| Boyle           | Roscommon       | 1459               | 2588               |
| Bray            | Wicklow         | 26.852             | 31.872             |
| Buncrana        | Donegal         | 3452               | 6839               |
| Bundoran        | Donegal         | 1781               | 2140               |
| Carlow          | Carlow          | 13.698             | 23.030             |
| Carrickmacross  | Monaghan        | 1978               | 4925               |
| Carrick-on-Suir | South Tipperary | 5886               | 5931               |
| Cashel          | South Tipperary | 2275               | 4051               |
| Castlebar       | Mayo            | 10.826             | 12.318             |
| Castleblayney   | Monaghan        | 1752               | 3634               |
| Cavan           | Cavan           | 3538               | 6098               |
| Clonakilty      | Cork            | 4000               | 4721               |
| Clones          | Monaghan        | 1491               | 1761               |
| Cobh            | Cork            | 6500               | 12.347             |
| Cootehill       | Cavan           | 1592               | 2123               |
| Dundalk         | Louth           | 31.149             | 37.816             |
| Dungarvan       | Waterford       | 7991               | 9427               |
| Edenderry       | Offaly          | 6490               | 6977               |
| Ennis           | Clare           | 20.180             | 25.360             |
| Enniscorthy     | Wexford         | 2842               | 10.838             |
| Fermoy          | Cork            | 2223               | 6489               |
| Gorey           | Wexford         | 3463               | 9114               |
| Granard         | Longford        | 1021               | 1021               |
| Greystones      | Wicklow         | 10.173             | 17.468             |
| Kells           | Meath           | 2208               | 5888               |
| Kilkee          | Clare           | 1037               | 1139               |
| Killarney       | Kerry           | 12.740             | 14.219             |
| Kilrush         | Clare           | 2539               | 2695               |
| Kinsale         | Cork            | 2198               | 4839               |
| Leixlip         | Kildare         | 15.452             | 15.452             |
| Letterkenny     | Donegal         | 15.387             | 19.588             |
| Lismore         | Waterford       | 732                | 1369               |
| Listowel        | Kerry           | 4205               | 4832               |
| Longford        | Longford        | 8002               | 9601               |
| Loughrea        | Galway          | 5062               | 5062               |
| Macroom         | Cork            | 3738               | 3879               |
| Mallow          | Cork            | 8578               | 11.605             |
| Midleton        | Cork            | 3733               | 12.001             |
| Monaghan        | Monaghan        | 6637               | 7452               |
| Mountmellick    | Laois           | 2998               | 4735               |
| Muine Bheag     | Carlow          | 2775               | 2950               |
| Mullingar       | Weastmeath      | 9414               | 20.103             |
| Naas            | Kildare         | 20.713             | 20.713             |
| Navan           | Meath           | 28.158             | 28.559             |
| Nenagh          | North Tipperary | 8023               | 8439               |
| New Ross        | Wexford         | 4533               | 8151               |
| Newbridge       | Kildare         | 15.749             | 16.739             |
| Passage West    | Cork            | 5122               | 5790               |
| Port Laoise     | Laois           | 3639               | 20.145             |
| Shannon         | Clare           | 9673               | 9673               |
| Skibbereen      | Cork            | 2568               | 2670               |
| Templemore      | North Tipperary | 1941               | 2071               |
| Thurles         | North Tipperary | 6929               | 7933               |
| Tipperary       | South Tipperary | 4322               | 5310               |
| Tralee          | Kerry           | 20.814             | 23.693             |
| Tramore         | Waterford       | 9722               | 10.328             |
| Trim            | Meath           | 1441               | 8268               |
| Tuam            | Galway          | 3348               | 8242               |
| Tullamore       | Offaly          | 11.346             | 14.361             |
| Westport        | Mayo            | 5314               | 5634               |
| Wicklow         | Wicklow         | 6761               | 10.356             |
| Youghal         | Cork            | 6990               | 7794               |